# Brandy Ledford
Brandy Lee Ledford, também conhecida como Jisel (Denver, 4 de fevereiro de 1969), é uma atriz norte-americana, modelo e capa da revista Penthouse.